# ジョイス・ヘロン
ジョイス・ヘロン（Joyce Heron、1964年10月28日- ）は、イギリスのペイズリー出身の柔道選手。階級は48kg級。身長147cm。

## 人物
イギリスの48kg級には長年第一線で活躍していた元世界チャンピオンのカレン・ブリッグスがいたためになかなか表舞台に出られなかったが、ブリッグスが引退した1993年には国際大会でも実績を出し始めて、世界選手権では銅メダルを獲得した。1994年のヨーロッパ選手権では3位になった。1996年のアトランタオリンピックでは初戦で敗れた。1997年の世界選手権では7位だった。

## 主な戦績
- 1993年 - ドイツ国際柔道大会　2位
- 1993年 - 世界柔道選手権大会　3位
- 1994年 - イギリス国際柔道大会　優勝
- 1994年 - ヨーロッパ柔道選手権大会　3位
- 1996年 - ポーランド国際柔道大会　優勝
- 1997年 - 世界柔道選手権大会　7位